# Die verlorene Geliebte
Die verlorene Geliebte ist ein Episodenroman des deutsch-böhmischen Schriftstellers Johannes Urzidil, der vor allem die Heimatstadt Prag und die Erinnerung an sie zum Thema hat. Er entstand in den Jahren 1954/1955 im amerikanischen Exil und wurde 1956 veröffentlicht.

## Entstehung
Johannes Urzidil emigrierte kurz nach der deutschen Besetzung der Tschechoslowakei aus Prag über Italien nach England und 1941 in die USA. Nach seiner Naturalisierung als amerikanischer Staatsbürger im Jahr 1946 veröffentlichte er 1956 seine stark autobiographisch gefärbten Kindheits- und Jugenderinnerungen an die aus seiner Sicht für immer verlorene Heimatstadt Prag.

## Struktur
Obwohl als Roman bezeichnet, kann das Werk bestenfalls als Episodenroman oder als eine Sammlung eng miteinander verknüpfter Erzählungen betrachtet werden. Das verbindende Element aller elf Episoden ist das autobiographische Element, auch wenn nicht in allen Geschichten ein Ich-Erzähler dem Leser berichtet. In der ersten Episode Spiele und Tränen, die aus der frühen Kindheit berichtet, wird der Erzähler schlicht als Der Knabe eingeführt. In den folgenden Geschichten wechselt der Verfasser schließlich zum literarischen „Ich“, wohingegen Urzidil in der letzten Episode Die Fremden den Erzähler wieder nur als „Den Fremden“ bezeichnet und damit erneut Distanz schafft. Die elf Erzählungen umfassen einen Zeitraum von etwa 1894 (in der ersten Episode ist der Knabe etwa acht Jahre alt) bis 1941 (die letzte Episode spielt im englischen Exil in Oakley) und zeichnen wesentliche Erlebnisse im Leben Urzidils nach.

## Inhalt
Wie Otto F. Beer in dem kurzen Essay Abschied von Prag anmerkt, drehen sich Urzidils Erzählungen nicht allein um die Stadt Prag, die sowohl für den Verlust der Heimat als auch der Kindheit steht, sondern immer auch um Mädchen- und Frauengestalten, die der Erzähler ebenfalls verliert; sei es durch Unglück oder Tod wie in den Erzählungen Spiele und Tränen, Dienstmann Kubat, Grenzland oder Die Fremden; sei es durch eigenes Verschulden wie in Repetent Bäumel. Gleichwohl wird auch in der Rückschau aus dem Exil das Bild eines Prag gezeichnet, das sich schon nach dem Ersten Weltkrieg grundlegend geändert hat, mit der Besetzung durch Deutschland im Jahr 1939 und der Vertreibung der deutschsprachigen Prager nach 1945 aber endgültig untergeht. Mit humoristischen Anklängen wie in der Schulerzählung Repetent Bäumel; vor allem aber mit einer immer wieder sehr lyrischen Sprache, die an Urzidils Vorbild Adalbert Stifter erinnert, zeichnet Urzidil ein melancholisches, sehr wehmütiges, aber dennoch recht lebensnahes Bild des Lebens in einer Vielvölkerstadt. Der Titel Die verlorene Geliebte ist also durchaus mehrdeutig zu verstehen und bezieht sich sowohl auf das untergegangene Prag als auch auf die tatsächlichen, menschlichen Geliebten des Erzählers.

## Rezeption
Obwohl Johannes Urzidil wie etwa Max Brod und Franz Werfel dem Prager Kreis um Franz Kafka angehörte, werden seine Werke heute deutlich weniger gelesen. Die verlorene Geliebte wurde anlässlich des hundertsten Geburtstages Urzidils im Jahre 1996 noch einmal aufgelegt. Einige seiner Werke dienen heute eher als Erinnerungsliteratur für Liebhaber der Zwischenkriegszeit. In Anthologien tauchen seine Geschichten und Gedichte nach wie vor häufig auf; eigenständige Neuauflagen seiner Werke werden aber immer seltener.

## Ausgaben
- Die verlorene Geliebte. Erzählungen. Langen Müller, München 1956.
- Die verlorene Geliebte. Ullstein, Frankfurt am Main 1982, ISBN 3-548-20190-3.
- Die verlorene Geliebte. Ein Prag-Roman, Langen Müller, München 1996, ISBN 3-7844-2581-X.

## Übersetzungen
Die verlorene Geliebte wurde in folgende Sprachen übersetzt:
- vollständig ins Französische:

- Prague. La bien-aimée perdue. Übers. v. Jacques Legrand. Desjonquères. Paris 1990, ISBN 2-904227-42-3.

- vollständig ins Italienische:

- L’amata perduta. Übers. v. Renata Colorni, Vittoria Ruberl u. Sergio Solmi. Adelphi, Mailand 1982, ²1990, ³1994. (= Biblioteca Adelphi. 124.) ISBN 88-459-0516-0.

- zum größten Teil ins Tschechische (beide Bücher enthalten daneben noch weitere Urzidil-Texte):

- sieben Erzählungen (Spiele und Tränen, Stief und Halb, Neujahrsrummel, Dienstmann Kubat, Repetent Bäumel, Eine Schreckensnacht und Ein letzter Dienst) sind enthalten in:
- Hry a slzy. Ausgewählt v. Kurt Krolop, übers. v. František Marek. Vorwort v. Jiři Veselý. Odeon, Prag 1985, ²1988. (= Světová četba. 539.)
- zwei weitere Erzählungen (Grenzland und Wo das Tal endet) enthält:
- Kde údolí končí. Übers. v. Anna Nováková u. Jindřich Buben. Argo, Prag 1996, ISBN 80-85794-63-2

ebenfalls zum größten Teil ins Englische (beide Bücher enthalten zudem noch andere Urzidil-Texte):
- zwei Erzählungen (Grenzland und Wo das Tal endet) enthält:
- The Last Bell. Übers. u. Einleitung v. David Burnett. London, Pushkin Press 2017, (= Pushkin Collection), ISBN 978-1-78227-239-7
- sechs weitere Erzählungen (Flammende Ferien, Neujahrsrummel, Dienstmann Kubat, Eine Schreckensnacht, Ein letzter Dienst und Stief und Halb) sind enthalten in:
- House of the Nine Devils. Selected Bohemian Tales. Übers. u. Nachwort v. David Burnett. Prague, Twisted Spoon Press 2022, ISBN 978-8-08626-460-8,